# Wray (Lancashire)
Pour les articles homonymes, voir Wray.
Wray est un village d'Angleterre situé dans le Lancashire au Nord-Ouest du pays. Il compte environ 600 habitants (2007).

## Jumelage
Le village est jumelé avec  Grez-Neuville (France).

## Scarecrow Festival
Tous les ans, Wray abrite un festival d'épouvantails. Chaque habitant du village fabrique un épouvantail selon le thème donné pour l'année et l'expose dans son jardin, seul ou avec toute une mise en scène.
Né en 1995, ce festival a peu à peu pris de l'importance dans la région.
Il s'organise sur toute une semaine précédant le 1er mai, jour de la fête du travail. C'est l'occasion d'organiser des barbecues, un vide-grenier à l'anglaise (car-boot sale). Une grande parade est mise en place avec ceux qu'on appelle les Giants, de grands épouvantails hauts de 3 mètres, dans les rues de Wray, avec des danses folkloriques. Le festival se termine avec une grande foire dans un champ près de la rivière ainsi qu'une grande course à pied. 
Pendant toute la semaine, des rafraichissements et autres produits locaux sont disponibles au Wray Institute situé dans la grand rue.